# Themis (ракета-носитель)
Themis — разрабатываемый Европейским космическим агентством (ЕКА) прототип многоразовой ракеты-носителя.

## Название
Фемида — в древнегреческой мифологии — богиня правосудия, вторая супруга Зевса и мать Прометея, который похитил огонь у богов и передал его людям. 

## Хронология
15 декабря ESA подписало контракт на сумму 33 млн евро с французской ArianeGroup на первый этап программы создания ракеты многоразового использования под названием Themis («Фемида»). Он включает в себя подготовку технологий для прототипа, испытательного стенда и организации статических огневых испытаний в Верноне, Франция. А также подготовку наземного сегмента на космическом полигоне Esrange Space Center в Кируне, Швеция, к первым прыжковым испытаниям и модификациям прототипов ракет.
Программа Themis должна на практике предоставить информацию об экономической эффективности  опробовать технологии многоразового использования для потенциального использования на будущих европейских ракетах-носителях.